# Pierre-Joseph Boyer
Pour les articles homonymes, voir Boyer.
Pierre-Joseph Boyer est un magistrat et homme politique français né le 14 novembre 1754 à Toulouse (Haute-Garonne) et décédé le 24 février 1853 à Paris.

## Biographie
Issue d'une famille de Toulouse anoblie par le capitoulat de la ville, il s'installe à Paris comme avocat en 1781. Il entre au service de Louis-Jean-Marie de Bourbon, duc de Penthièvre, et gère sa correspondance avec l'administration et les tribunaux de l'Amirauté. Il reste à son service jusqu'en 1792. 
Il intègre les bureaux du ministère de la Justice sous le Directoire, puis prend la direction des affaires civiles et du sceau. Il est nommé membre de la Cour de Cassation sous le Consulat et devient président de chambre en 1829, devient président honoraire en 1844.
Il est nommé à la Chambre des pairs le 11 octobre 1832. Il est chevalier d'Empire en 1804.

## Publications
- Souvenirs et causeries, Paris, Guiraudet et Jouaust, 1844, 259 p. Lire en ligne.

## Pour approfondir